# Izydia

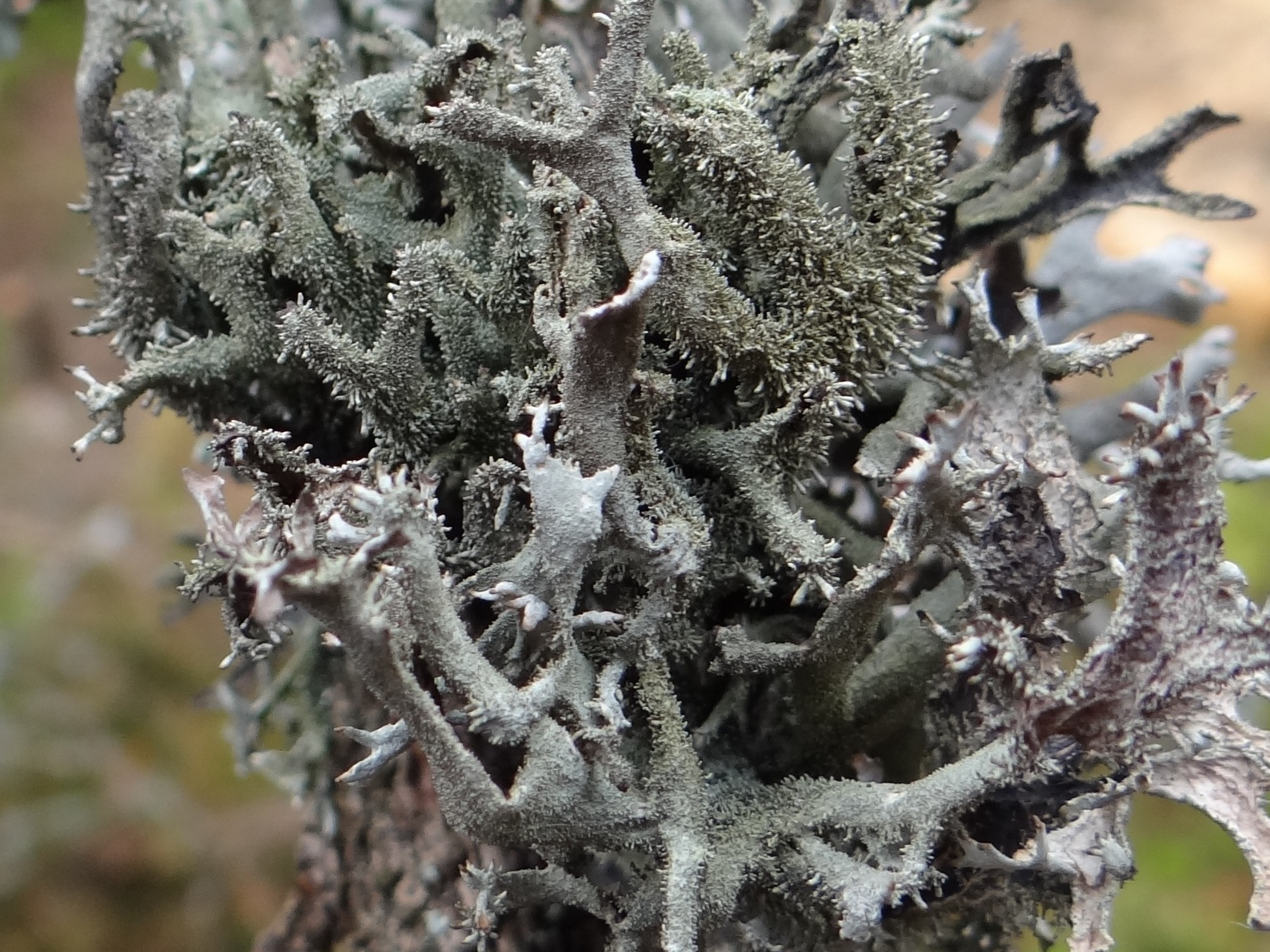
Igiełkowate izydia u mąklika otrębiastego

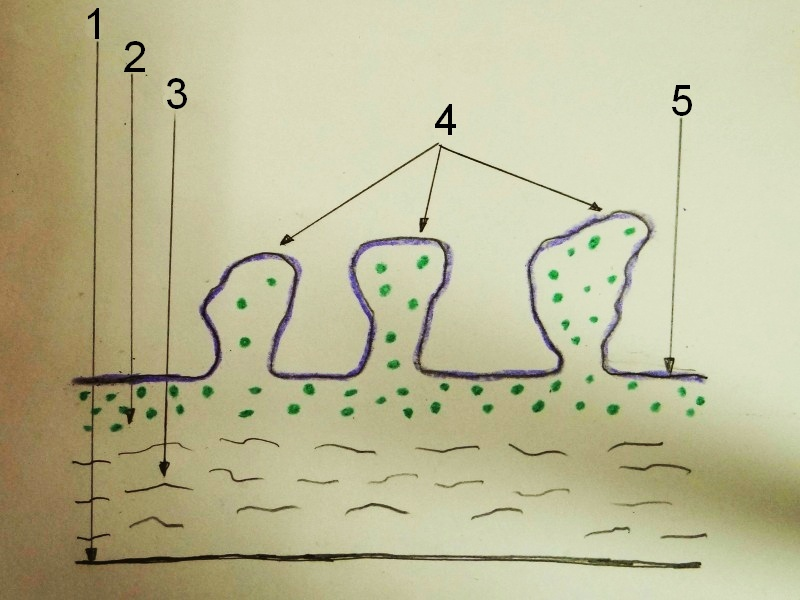
Schemat budowy izydiów:
1 – kora dolna, 2 – warstwa glonów, 3 – rdzeń, 4 – izydia, 5 – kora górna.

Izydia lub wyrostki (łac. isidium) – twory służące do rozmnażania bezpłciowego porostów (Lichenes). Powstają na powierzchni plechy, jako jej uwypuklenie. Ich zewnętrzną warstwę stanowi kora plechy, w środku znajdują się komórki glona oraz strzępki grzyba. W izydiach zawsze są takie same glony, jak w plesze porostu, co różni je od cefalodiów.
Istnieje duża różnorodność rozmiarów i kształtów izydiów; mogą być brodawkowate, cylindryczne, maczużkowate, igiełkowate, koralikowate, łuseczkowate lub krzaczasto rozgałęzione. Mogą być tej samej barwy co plecha, ale często są innej. Zazwyczaj u nasady są zwężone, wskutek czego oddzielają się od plechy dość łatwo. Nie odbywa się to jednak samorzutnie. Oderwanie ich od porostu wymaga zadziałania jakiegoś bodźca mechanicznego z zewnątrz.
Nazwa izydia pochodzi z jęz. greckiego od bogini Isis, czyli Izydy. Zawierające strzępki grzyba i komórki glona izydia mogą w sprzyjających warunkach dać początek nowym osobnikom danego porostu.